# Szereg zasadniczy
Szereg zasadniczy (szereg diatoniczny) − szereg dźwięków odpowiadający białym klawiszom fortepianu poczynając od dźwięku c. Na szereg zasadniczy składają się dźwięki gamy C-dur: